# Быстров, Андрей Евгеньевич
Андре́й Евге́ньевич Быстров (род. 29 ноября 1991 года) — российский пауэрлифтер.

## Карьера
Андрей Быстров тренируется у А. И. Семёнова в Новокузнецке. Выступая в юниорском разряде, дважды становился бронзовым (2013, 2014) призёром чемпионата России. В 2013 году становился вице-чемпионом России по жиму лёжа. А в апреле 2014 года становился серебряным призёром чемпионата Европы.
Перейдя в разряд взрослых спортсменов, стал чемпионом России 2015 года в категории до 105 кг.
В сентябре 2017 года стал победителем Кубка России.
2018 год первое место в областных соревнованиях с результатом 715.0 кг.
2021 год первое место в городе Бердск, на чемпионате Сибирского и Дальневосточного округов по пауэрлифтингу.
Личная жизнь: женат на Быстровой Евгении Геннадьевне. Двое детей.